# Sulima
Sulima é uma cidade da Serra Leoa. Fica na foz do rio Moa e conta com uma importante comunidade de refugiados da Libéria, devido à proximidade da fronteira com este país.